# Retroactive - Non toccate il passato
Retroactive - Non toccate il passato (Retroactive) è un film del 1997 di Louis Morneau, liberamente ispirato al concetto dell'anello temporale già trattato in Ricomincio da capo e Mezzanotte e un minuto.

## Trama
Turbata per aver condotto male una trattativa per il rilascio di un ostaggio conclusasi con una strage, Karen Warren, psicologa della polizia di Chicago, si è dimessa ed ha intrapreso un viaggio. Ma, come si sa, le disgrazie non giungono mai sole, e così la donna si trova coinvolta in un incidente stradale in una sperduta località del Texas. Rimasta a piedi, Karen accetta un passaggio da Frank Lloyd e sua moglie Rayanne. L'uomo però è un criminale che sta trafugando dei microchip rubati, e quando l'auto viene fermata dalla polizia per eccesso di velocità, Frank, irritato dal provocatorio comportamento di un agente, finisce per ammazzarlo. Poi il bandito, impazzito, decide di eliminare anche le due donne, ma riesce ad uccidere soltanto la moglie, mentre Karen fugge, riparando in quello che si rivela un segretissimo laboratorio governativo, dove è stata messa a punto una macchina che permette viaggi nel tempo, anche se solo nell'immediato passato. 
Il senso di colpa spinge Karen a farsi spedire indietro di una ventina di minuti per cercare di impedire la morte del poliziotto e di Rayanne. L'intervento della donna modifica sì gli eventi, ma peggiorandoli. Più volte Karen ritenta, ma ogni viaggio provoca effetti sempre più deleteri, ed il bilancio dei danni e dei morti assume proporzioni terribili. La soluzione si troverà spremendo il potenziale della macchina fino a distruggerla. Tornata nel passato di ben un'ora, Karen rifiuterà il passaggio offertole da Frank, originando una catena di eventi completamente diversa, nella quale sarà Rayanne ad uccidere il marito.

## Accoglienza
(Fantafilm)